# Färöarnas filmhistoria

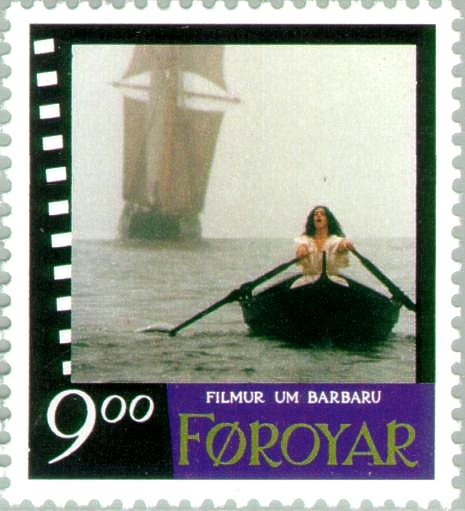
Norska Anneke von der Lippe som färingen Beinta Broberg i den danska filmen Barbara.

Färöisk films historia är inte särskilt lång eller innehållsrik, mycket på grund av Färöarnas låga invånarantal och det avskilda läget från resten av Europa. Den första, internationellt framgångsrika färöiska regissören var Katrin Ottarsdóttir. Hennes första film som spelades in på Färöarna var Atlantic Rhapsody från 1989.

## Lista över färöiska filmer
- 1957(?): Tro, håb og troldom
- 1989: Atlantic Rhapsody
- 1990: 1700 meter fra fremtiden, om den ensligt belägna byn Gásadalur
- 1992: Tre blink mod vest
- 1995: Maðurin ið slapp at fara
- 1997: Barbara (danskproducerad, men inspelad på Färöarna)
- 1998: Dansinn (islandsproducerad, men inspelad på Färöarna)
- 1999: Bye Bye Bluebird (road movie)
- 2002: Burturhugur
- 2003: Brudepigen - Færgeturen - Jagten på kæledyret
- 2003: færøerne.dk
- 2008: Ein regla um dagin má vera nokk! - Dokumentär om diktaren Tóroddur Poulsen. Regissör: Katrin Ottarsdóttir
- 2008: Eingin kann gera tað perfekta. Dokumentär om Hans Pauli Olsen. Regissör: Katrin Ottarsdóttir
- 2009: Passasjeren (kortfilm med norskt tal). Regissör: Sakaris Stórá
- 2012: Summarnátt, Manus, regi och produktion: Sakaris Stórá
- 2014: Ludo en film instrueret. Regissör: Katrin Ottarsdóttir, 71 min.
- 2014: Skuld (Skyld). Kortfilm. Regissör:  Heiðrikur á Heygum, 30 min.

Artikeln är, helt eller delvis, en översättning från Engelskspråkiga Wikipedia.